# 假牛毛藓科
假牛毛藓科（学名：Pseudoditrichaceae）为真藓目的一个科。

## 下级分类
本科包括以下属：
- 假牛毛藓属 Pseudoditrichum Steere & Z.Iwats.
  - Pseudoditrichum mirabile Steere & Iwatsuki, 1974[1]